# رالف مایکل
رالف مایکل (انگلیسی: Ralph Michael؛ ۲۶ سپتامبر ۱۹۰۷ – ۹ نوامبر ۱۹۹۴) بازیگر اهل بریتانیا بود.
از فیلم‌ها یا برنامه‌های تلویزیونی که وی در آن نقش داشته است، می‌توان به خانه پوشالی، قهرمانان تلمارک، دکتربعدازاین، خارطوم و دیوار صوتی اشاره کرد.